# 分離派建築会
分離派建築会（ぶんりはけんちくかい）は1920年（大正9年）に東京帝国大学（現東京大学）工学部建築学科を卒業した6人が結成したグループ。その活動は日本で初めての近代建築運動とされる。彼らは自分達の理想の建築像を、百貨店等での展覧会と出版物によって、一般に開いて主張した。

## 概要
当初のメンバーは、1920年7月に建築学科を卒業した同期16人中、石本喜久治、瀧澤眞弓、堀口捨己、森田慶一、山田守、矢田茂の6人である。当時の建築学科では佐野利器が中心となり、耐震構造など建築の工学面を強調していた 。また、同学科を5年前に卒業した野田俊彦が「建築非芸術論」を発表し、建築は芸術ではないと主張していた。こうした工学偏重の動きに対して、建築の芸術性を主張したものであった。「分離派」という名称は、伊東忠太の建築史講義でウィーン分離派の話を聞いて感激したことから名付けたという

卒業の月（1920年7月）に日本橋の白木屋で第1回作品展を開くにつき、作品集を岩波書店から自費出版し、そこに次の宣言を掲げた。（原文ママ、読み仮名を追加。）

宣言
我々は起（た）つ。
過去建築圏より分離し、総て（すべて）の建築をして真に意義あらしめる新建築圏を創造せんがために。
我々は起つ。
過去建築圏内に眠つて居る総てのものを目覚さんために溺れ（おぼれ）つつある総てのものを救はん（すくわん）がために。
我々は起つ。
我々の此（この）理想の実現のためには我々の総てのものを悦び（よろこび）の中に献げ、倒るるまで、死にまでを期して。
我々一同、右を世界に向つて宣言する。
後に逓信省営繕課にいた山口文象（岡村蚊象）、早稲田大学選科生の蔵田周忠（濱岡周忠）、1学年下の大内秀一郎が加入した。分離派建築会としての活動は1928年の第7回展まで続き、大阪でも2回の展覧会を開催した。山口は関東大震災後の1923年11月、逓信省の有志と創宇社建築会を起し、近代建築のこの流れを継承した。

## 著作物
- 分離派建築会『分離派建築會宣言と作品』岩波書店、1920年。 NCID BB06160769。
  - 分離派建築会、関西分離派建築会、森仁史、菊地潤『分離派建築会 : 宣言と作品 』森仁史（監修）「分離派建築会の作品 : 第二刊」「分離派建築会の作品 : 第三刊」ゆまに書房〈叢書・近代日本のデザイン25〉、2009年。ISBN 9784843330579。NCID BA90122745。
- 分離派建築会、関西分離派建築会『分離派建築会の作品』岩波書店、1921年。NCID BA43225312。
  - 「分離派建築会第三回展覧会」『建築雑誌』第446号、日本建築学会、1923年8月、385頁、NAID 200000122576。
- 石本喜久治、分離派建築会『建築譜』分離派建築会、1924年。NCID BN15148962。
- 分離派建築会、堀口捨巳『紫烟荘図集』洪洋社、1927年。NCID BA58780146。
  - 佐野利器、堀口捨巳、分離派建築会、内田青蔵、林美佐『住宅論 . 紫烟荘図集 . 住宅双鐘居』森仁史（監修）、ゆまに書房〈叢書・近代日本のデザイン56〉、2013年。ISBN 9784843343050。NCID BB1390978X。

## 展覧会
分離派建築会が主催して開催した展覧会を、以下に開催日順に列挙する。

### 習作展
1920(大正9)年2月1日　帝国大学第二学生控所

### 第1回作品展
1920(大正9)年7月18日～22日　東京・白木屋。同展覧会にあわせて7月18日に、『分離派建築会 宣言と作品』（1920年、岩波書店）を発刊。

### 第2回作品展
1921(大正10)年10月20日～24日　東京・白木屋。同展覧会にあわせて10月20日に、『分離派建築会 第二』（1921年、岩波書店）を発刊。

### 第1回関西展覧会（石本渡欧送別会）
1922(大正11)年5月5日～7日　京都・髙島屋

### 第3回作品展（堀口・大内渡欧送別会）
1923(大正12)年6月30日～7月5日　東京・星製薬楼上

### 第2回関西展覧会
1924(大正13)年5月　大阪・三越

### 第4回作品展
1924(大正13)年11月1日～7日　東京・松屋。同展覧会後に12月15日、『分離派建築会 第三』（1924年、岩波書店）を刊行。

### 第5回作品展
1926(大正15)年1月27日～31日　東京・白木屋。同展覧会の記録が、「第5回展覧会作品号」『建築新潮』（1926年 第3号）として刊行されている。

### 第6回作品展
1927(昭和2)年1月22日～26日　東京・白木屋。同展覧会の記録が、「第6回展覧会作品号」『建築新潮』（1927年 第3号）として刊行されている。

### 第7回作品展
1928(昭和3)年9月16日～20日　東京・三越。同展覧会の記録が、「第7回展覧会作品号」『建築新潮』（1928年 第11号）として刊行されている。

### 書籍
- 分離派建築会『分離派建築會宣言と作品』岩波書店、1920年。 NCID BB06160769。
- 分離派建築会、関西分離派建築会『分離派建築會の作品』岩波書店、1921年。NCID BA43225312。
  - 「分離派建築会第三回展覧会」『建築雑誌』第446号、日本建築学会、1923年8月、385頁、NAID 200000122576。

### 雑誌記事・論考
- 野田俊彦「建築非藝術論」『建築雑誌』第346号、日本建築学会、1915年10月、714-727頁、ISSN 0003-8555、NAID 110006322686。
- 野田俊彦「演説 : 建築に関する論談 : 建築非芸術論の続」『建築雑誌』第360号、日本建築学会、1916年12月、706-710頁、ISSN 0003-8555、NAID 110003787129。
- 岡田信一郎「分離派建築会の展覧會を観て」『建築雑誌』第406号、日本建築学会、1920年9月、408-413頁、ISSN 0003-8555、NAID 110003781821。
- 滝沢真弓「「分離派建築会」の思い出」『建築界』第16巻第3号、理工図書、1967年3月、19-23頁、ISSN 04535014-、NAID 40017732989。
- 天内大樹「理念を伴った建築展 : 分離派建築会〈連載〉次代を拓く建築展(1)」『建築雑誌』第1660号、日本建築学会、2014年7月、27頁、ISSN 0003-8555、NAID 110009830419。

### 論文
50音順。
- 天内大樹「芸術か非芸術か : 一九二〇年日本建築界における「芸術」概念(第五十六回美学会全国大会発表要旨)」『美学』第56巻第3号、美学会、2005年、50頁、doi:10.20631/bigaku.56.3_50、ISSN 0520-0962、NAID 110006383277。
- 天内大樹「分離派建築会結成の理論的背景 : 初期日本建築界における「芸術」と「表現」」『美学』第57巻第4号、美学会、2007年、69-82頁、doi:10.20631/bigaku.57.4_69、ISSN 0520-0962、NAID 110006383393。
- 天内大樹「バラック装飾社と分離派建築会--一九二〇年代日本におけるモダニズム受容例」『大正イマジュリィ』第4号、大正イマジュリィ学会、2008年、90-111頁、ISSN 1349-6719、NAID 40016830312。
- 大熊克和、河内浩志「堀口捨己の言説にみる建築理念の基礎的考察 : 分離派建築会について(計画系)」『日本建築学会北陸支部研究報告集』第47号、日本建築学会、2004年7月、304-307頁、ISSN 0385-9622、NAID 110006888638。
- 谷川正己「野田俊彦 : 日本版オットー・ワーグナー : 野田俊彦「建築非藝術論」1915年10月号」『建築雑誌』第1250号、日本建築学会、1986年9月、89-90頁、ISSN 0003-8555、NAID 110003784770。
- 田路貴浩「建築「創作」の誕生 分離派建築会発足前の建築論」『日本建築学会近畿支部研究報告集. 計画系』第56号、日本建築学会、2016年6月、689-692頁、NAID 200000098804。
- 田路貴浩「阪東義三の建築批評　分離派建築会発足前の建築論（2）」『建築歴史・意匠』第2016号、日本建築学会、2016年8月、233-234頁、NAID 200000368609。
- 三木正己「5008 野田俊彦の建築非芸術論について(意匠・歴史)」『日本建築学会論文報告集』第60巻、日本建築学会、1958年、553-556頁、doi:10.3130/aijsaxx.60.2.0_553、ISSN 0387-1185、NAID 110005052425。
- 山口廣「分離派建築会とドイツ表現派 : ドイツ表現派の建築 9 : 建築史・建築意匠」『大会学術講演梗概集. 計画系』第46号、日本建築学会、1971年9月、973-974頁、NAID 110003516595。

## 関連文献
出典で使用していないもの。出版年順。
- 『近代日本建築学発達史』日本建築学会編、丸善、1972年。
- 『新建築臨時増刊　日本近代建築史再考　虚構の崩壊』新建築社、1974年10月。
- ヘンリー・ラッセル・ヒッチコック、フィリップ・ジョンソン『インターナショナル・スタイル』武澤秀一（訳）、鹿島出版会〈SD選書139〉、1978年。原書は、Henry-Russell Hitchcock; Philippe Johnson. (1932)  The International Style: Architecture Since 1922. MoMA.
- 稲垣栄三『日本の近代建築　その成立過程』上・下、鹿島出版会、1979年。
- 布野修司『戦後建築論ノート』相模書房、1981年。
  - 1995年改題『戦後建築の終焉　世紀末建築論ノート』れんが書房新社。
- 鈴木博之、山口廣『新建築学大系５　近代・現代建築史』彰国社、1993年。
- 藤森照信『日本の近代建築』下巻（1993年、岩波新書）
- 本多昭一、松井昭光『近代日本建築運動史』ドメス出版、2003年。
- 長谷川尭『神殿か獄舎か』（2007年、SD選書、鹿島出版会）
- 『分離派建築会100年 建築は芸術か？』（2020年、朝日新聞社）
- 田路貴浩編『分離派建築会: 日本のモダニズム建築誕生』（2020年、京都大学学術出版会）